# حسين طليع
حسين حسن طليع (1853 - 1949) عالم دين مسلم درزي لبناني. من جديدة الشوف وتعلم فيها. تولى مشيخة عقل الطائفة الموحّدة الدرزيّة بعد وفاة أخيه من 1917 حتى وفاته في 1949. أحرز عدداً من الأوسمة العثمانية والدولة المنتدبة.

## سيرته
ولد حسين بن حسن طليع في جديدة الشوف سنة 1270هـ/1853م. فنشأ في عائلة معروفية متدينة «فصار شيخاً جليلاً وقوراً صادقاً، أصيل الرأي، نافذ الكلمة.»

تولى مشيخة العقل سنة 1917 بعد وفاة أخيه محمد، ولبث فيها طويلاً لأنه عاش قرابة مئة سنة، وحمل المشيخة حتى تاريخ وفاته «بكثير من النزاهة والتقوى والسهر على شؤون الطائفة ورعاية أبنائها.»

توفي سنة 1949 ودفن في الجديدة.

## الأوسمة
أحرز عدداً من الأوسمة العثمانية وعدداً آخر من أوسمة الدولة المنتدبة.

## حياته الشخصية
والده هو حسن طليع و محمد من إخوانه.